# Убити посланця (фільм, 2014)
«Убити посланця» (англ. Kill the Messenger) — американська кримінальна драматична стрічка режисера Майкла Куести, що вийшла 2014 року. У головних ролях Джеремі Реннер, Розмарі Девітт, Рей Ліотта. Стрічка створена на основі однойменного роману Ніка Шу і роману «Темний Альянс» Ґері Вебба.
Вперше фільм продемонстрували 28 вересня 2014 року у США на кінофестивалі Starz Denver. В Україні у кінопрокаті показ фільму відбувся 19 лютого 2015 року.

## Сюжет
Американський репортер Ґері Вебб збирає матеріал для своєї статті. Проводячи журналістське розслідування, Ґері натрапляє на таємні документи ЦРУ, в яких зафіксовано причетність організації до торгівлі наркотиками. Проте, попри погрози, стаття виходить у тижневику.

## Творці фільму

### Знімальна група
Кінорежисер — Майкл Куеста, сценаристом був Пітер Лендесмен, кінопродюсерами — Памела Ебді, Наомі Депре, Джеремі Реннер і Скотт Стабер, виконавчі продюсери — Майкл Бедерман, Дон Гендфілд і Пітер Лендемен. Композитор: Натан Джонсон, кінооператор — Шон Боббітт, кіномонтаж: Браян А. Кейтс. Підбір акторів — Аві Кауфман, Художник-постановник: Джон Пейн, художник по костюмах — Кімберлі Адамс-Ґелліґен і Даґ Голл.

### У ролях
| Актор                 | Роль                            |
| --------------------- | ------------------------------- |
| Джеремі Реннер        | Ґері Вебб, репортер розслідувач |
| Розмарі Девітт        | Сьюзен Вебб                     |
| Рей Ліотта            | Джон Каллен                     |
| Баррі Пеппер          | Рассел Додсон                   |
| Мері Елізабет Вінстед | Анна Саймонс                    |
| Тім Блейк Нельсон     | Алан Фенстер                    |
| Пас Вега              | Корол Бака                      |
| Олівер Платт          | Джером Кеппос                   |
| Майкл Шин             | Фред Вейл                       |
| Річард Шифф           | Волтер Пінкус                   |
| Енді Гарсія           | Норвін Менес                    |
| Роберт Патрік         | Ронні Квейл                     |
| Майкл К. Вільямс      | Рікі Росс                       |
| Лукас Геджес          | Ян Вебб                         |

## Сприйняття

### Критика
Фільм отримав здебільшого позитивні відгуки: Rotten Tomatoes дав оцінку 70 % на основі 99 відгуків від критиків (середня оцінка 6,8/10) і 73 % від глядачів зі середньою оцінкою 3,7/5 (11,565 голосів). Загалом на сайті фільми має позитивний рейтинг, фільму зарахований «стиглий помідор» від кінокритиків і «попкорн» від глядачів, Internet Movie Database — 7,0/10 (11 933 голоси), Metacritic — 60/100 (34 відгуки критиків) і 7,4/10 від глядачів (29 голосів). Загалом на цьому ресурсі від критиків фільм отримав змішані відгукиі, а від глядачів — позитивні.

### Касові збори
Під час показу у США, що розпочався 10 жовтня 2014 року, протягом першого тижня фільм показали у 374 кінотеатрах і він зібрав 941,809 $, що на той час дозволило йому зайняти 15 місце серед усіх прем'єр. Показ фільму протривав 63 дні (9 тижнів) і за час показу стрічка зібрала у прокаті у США 2,450,846 доларів США при бюджеті 5 млн $.

### Нагороди і номінації
| Нагороди і номінації фільму «Убити посланця» | Нагороди і номінації фільму «Убити посланця» | Нагороди і номінації фільму «Убити посланця» | Нагороди і номінації фільму «Убити посланця» | Нагороди і номінації фільму «Убити посланця» |
| Рік                                          | Нагорода                                     | Категорія                                    | Номінант                                     | Результат                                    |
| -------------------------------------------- | -------------------------------------------- | -------------------------------------------- | -------------------------------------------- | -------------------------------------------- |
| 2014                                         | Нагорода Асоціації Кінокритиків Вашингтона   | Найкраще зображення Вашингтону               | стрічка                                      | Номінація                                    |
| 2014                                         | Нагорода Товариства жінок-кінокритиків       | Найкращий актор                              | Джеремі Реннер                               | Номінація                                    |
| 2014                                         | Нагорода Товариства жінок-кінокритиків       | Найкращий зображення чоловіків у кіно        |                                              | Номінація                                    |

### Виноски
1. 1 2  Kill the Messenger: Release Info (англ.). Internet Movie Database. Процитовано 27 лютого 2015.
2. 1 2  Убити посланця. Kino-teatr.ua. Процитовано 27 лютого 2015.
3. 1 2 3 4  Kill the Messenger (англ.). The Numbers. Процитовано 27 лютого 2015. [Архівовано 25 лютого 2021 у Wayback Machine.]
4. 1 2  Kill the Messenger (англ.). Box Office Mojo. Процитовано 27 лютого 2015.
5. 1 2  Kill the Messenger (англ.). Internet Movie Database. Процитовано 27 лютого 2015.
6. ↑  Kill the Messenger (англ.). Allmovie. Процитовано 27 лютого 2015.
7. 1 2  Kill the Messenger: Full Cast & Crew (англ.). Internet Movie Database. Процитовано 27 лютого 2015.
8. ↑  Kill the Messenger (англ.). Rotten Tomatoes. Процитовано 27 лютого 2015.
9. ↑  Kill the Messenger (англ.). Metacritic. Процитовано 27 лютого 2015.
10. ↑  Kill the Messenger: Awards (англ.). Internet Movie Database. Процитовано 27 лютого 2015.